# Център (квартал в Авджълар)
„Център“ (на турски: Merkez) е квартал на град Истанбул, Турция. Той е ядрото на околия (градски район) Авджълар на вилает Истанбул. Районът е нов, в западните покрайнини на европейската част на Истанбул, току на входа на града от към магистралата, в южната си част е до Мраморно море.
Населението на квартала е 383 786 души, което го нарежда на 14-о място от 39-те квартала на мегаполиса Истанбул.

## История
Някога отделно село в близките покрайнини на Истанбул, днес Авджълар (преведено от турски език ловците или ловци) е нов и модерен градски район на мегаполиса Истанбул. Навярно името си селото дължи на запазените някогашни ловни хижи, където отсядали при лов османски султани и тяхната свита.
До Балканските войни малкото селце Авджилар е дом на около 50 гръцки семейства, които са принудени по силата на спогодби между Гърция и Турция да се преселят в Гърция, а на тяхно място да се настанят турци. Скоро след напускането на гърците селската черква е превърната в джамия, а през 1977 г. същата е съборена, за да се издигне на нейно място нова.
До втората половина на 20 век Авджълар остава малко крайбрежно селце с големи открити площи в околностите. Значително се разраства през 80-те години на 20. век, когато са издигнати голям брой жилищни постройки и къщи.
Развива се промишлеността, главно около пристанището и по пътя към някогашното село Фирузкьой, от което се окрива изглед към целия тесен и вдлъбващ се в континента залив на Авджълар.

## Квартал
Квартал „Авджълар“ е от уредените и ползващите се с добро име квартали на Истанбул, а самият факт че цените на жилищата в центраната част на квартала близо до морето са скъпи, е доказателство за това.
В „Авджълар“ има много образователни и културни институти, най-известни от които са Истанбул Университеси Авджилар Кампюсю (Филиал на Истанбулския университет) и Кюлтюр Сарайъ (Дворец на културата).
През квартала минава минава автомагистрала ТЕМ и път Е-5 (d-100), които разделят областта на три части. Автомагистралата, имаща по 4 – 5 ленти в посока, е една от основните пътни артерии в Истанбул. Поради големия трафик изградената линия на „Метро Бус“ през 2011 година достига вече и квартал „Авджълар“. Благодарение на „Метро Бус“ пътниците на мегаполиса достигат бързо до желаната точка, защото тези бусове се движат в самостоятелни ленти в магистралата. По магистралата се движат и обикновените автобуси и бусове, но често сутрин и вечер те попадат в задръстванията, обичайни за Истанбул и така пътуването се забавя с 30 – 60 минути. Стратегическото място на квартала го прави много удобен от страна на пътуване, тъй като много лесно може да се осъществи връзка с метро, трамваи, тролеи и други, които улесняват пътниците.

### Българският квартал
Квартал „Авджълар“, представляващ ядрото на градския район, е известен като „българския квартал“, поради факта че голяма част от жителите му са български турци, преселници там в продължение на няколко десетилетия. Голяма част от преселниците живеят в Джихангир махала.
В квартал „Авджълар“ има и няколко български кафенета, в които има български питиета и обслужване на български език.

## Земетръсна уязвимост
Квартал „Ажджълар“ и района около него пострадва лошо от голямото Измитското земетресение през 1999 г. Главната причина за понесените жертви и материални щети е бързото и некачествено строителство, както и фактът че в крайбражната част на квартала на ниско разположени и нестабилни пясъци са издигнати високи сгради. Няколко години по-късно кварталът е възстановен напълно, но разположението му го прави потенциално опасен при следващи по-силни земетресения.